# Wandoan
Wandoan – miasto w Australii, w stanie Queensland.